# Carmen Falkowski
Carmen Falkowski (* 29. November 1979 in Recklinghausen als Carmen Israel) ist eine ehemalige deutsche Fußballspielerin, die im Seniorinnenbereich für vier Vereine aus dem Ruhrgebiet in drei Spielklassen aktiv gewesen ist.

## Karriere
Falkowski begann in der Jugendabteilung von Blau Weiß Post Recklinghausen mit dem Fußballspielen. Dem Jugendalter entwachsen, gehörte sie von 1999 bis 2001 dem Bundesliganeuling FFC Flaesheim-Hillen an. Ihr erstes von elf Saisonspielen in Folge bestritt sie zum Saisonstart am 29. August 1999 bei der 1:3-Niederlage im Heimspiel gegen Grün-Weiß Brauweiler. In der Folgesaison kam sie ein einziges Mal am 20. Mai 2001 (20. Spieltag) bei der 0:1-Niederlage im Auswärtsspiel gegen Grün-Weiß Brauweiler zum Einsatz.
Erst in der Saison 2007/08 spielte sie dann erneut in der Bundesliga, diesmal für die SG Wattenscheid 09. In 18 von 22 Saisonspielen wurde sie eingesetzt und stieg mit ihrem Verein am Saisonende als Letztplatzierter in die Gruppe Süd der seinerzeit 2. Bundesliga ab. In der Gruppe Nord spielte sie dann für den Liganeuling SG Lütgendortmund, der die Spielklasse jedoch nicht halten konnte. Mit dem Verein kam sie am 31. August 2008 das einzige Mal im Wettbewerb um den DFB-Pokal zum Einsatz, unterlag jedoch in der 1. Runde beim FFV Neubrandenburg mit 0:1.
Von 2009 bis 2014 war sie Spielerin des 1. FFC Recklinghausen, mit dem sie drei Saisonen in der Regionalliga West und zwei in der 2. Bundesliga Süd vertreten war.

## Erfolge
- Zweimaliger Aufstieg in die Bundesliga als Meister Regionalliga West 2010 und 2012

## Sonstiges
Falkowski kam mit der SG Wattenscheid 09 im Jahr 2007 in drei Spielen der Gruppe 2 im Rahmen des WM-Überbrückungsturnier zum Einsatz.